# Tetrachlordifosfan
Tetrachlordifosfan je anorganická sloučenina s chemickým vzorcem P2Cl4.

## Příprava
Tetrachlordifosfan byl poprvé připraven v roce 1910:
2 PCl3 + H2 → P2Cl4 + 2 HCl
Lze jej také připravit společným odpařováním chloridu fosforitého s mědí:
2 PCl3 + 2 Cu → P2Cl4 + 2 CuCl

## Vlastnosti
Tetrachlordifosfan je bezbarvá kapalina, která je hořlavá na vzduchu za vzniku POCI3 a (PCI)x.

## Reaktivita
Tetrachlordifosfan se pomalu začíná rozkládat při teplotě 0 °C a plně se rozkládá při pokojové teplotě:
P2Cl4 → PCl3 + 1/x (PCl)x
Tetrachlordifosfan se aduje k cyklohexenu za vzniku trans-C6H10-1,2-(PCl2)2.
V zásaditém roztoku tetrachlordifosfan hydrolyzuje za vzniku difosfanu a P2(OH)4.
2 P2Cl4 + 2 NaOH → P2H4 + P2(OH)4 + NaCl